# Barther Bibel

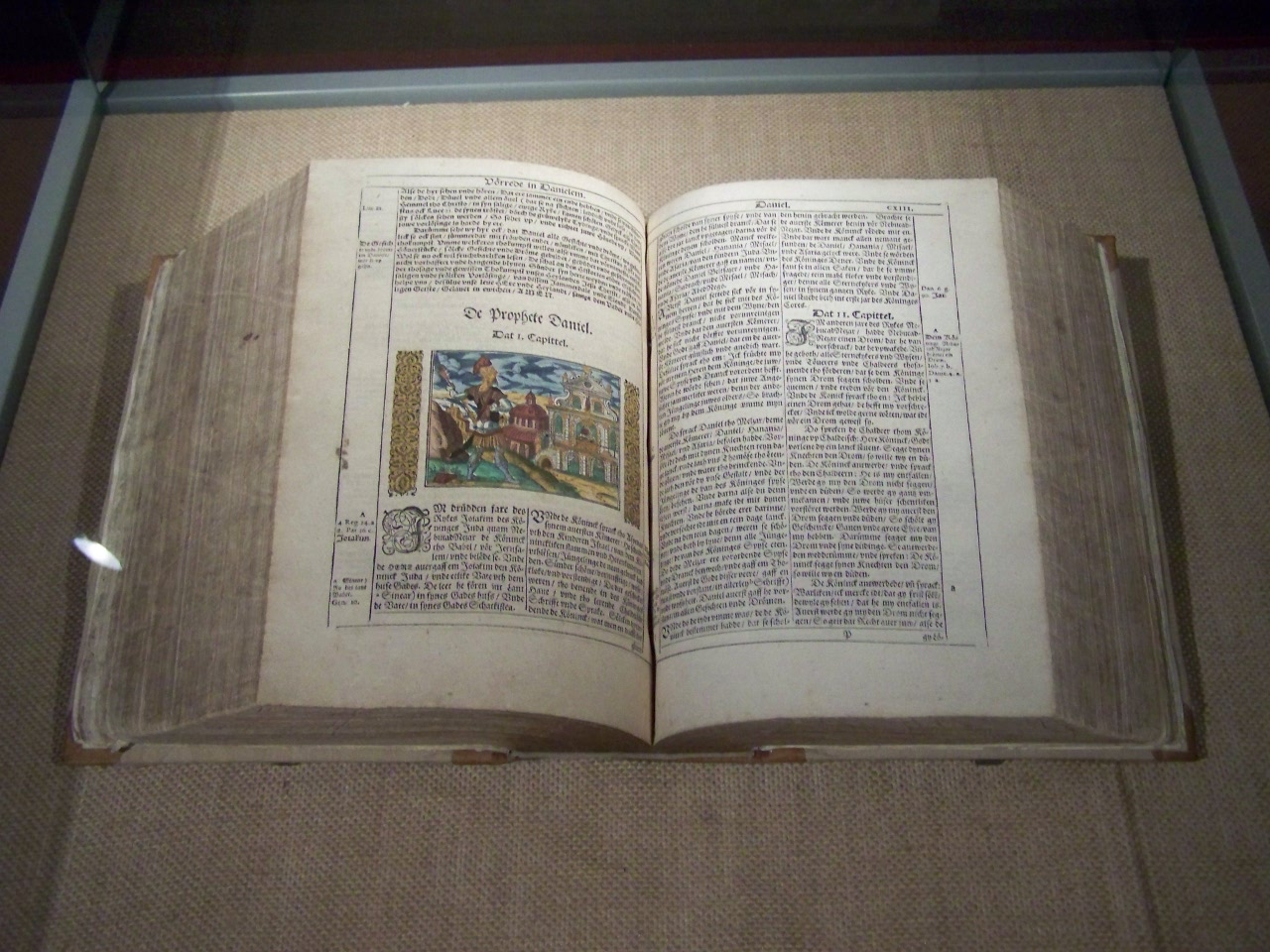
Die Barther Bibel im Bibelzentrum St. Jürgen

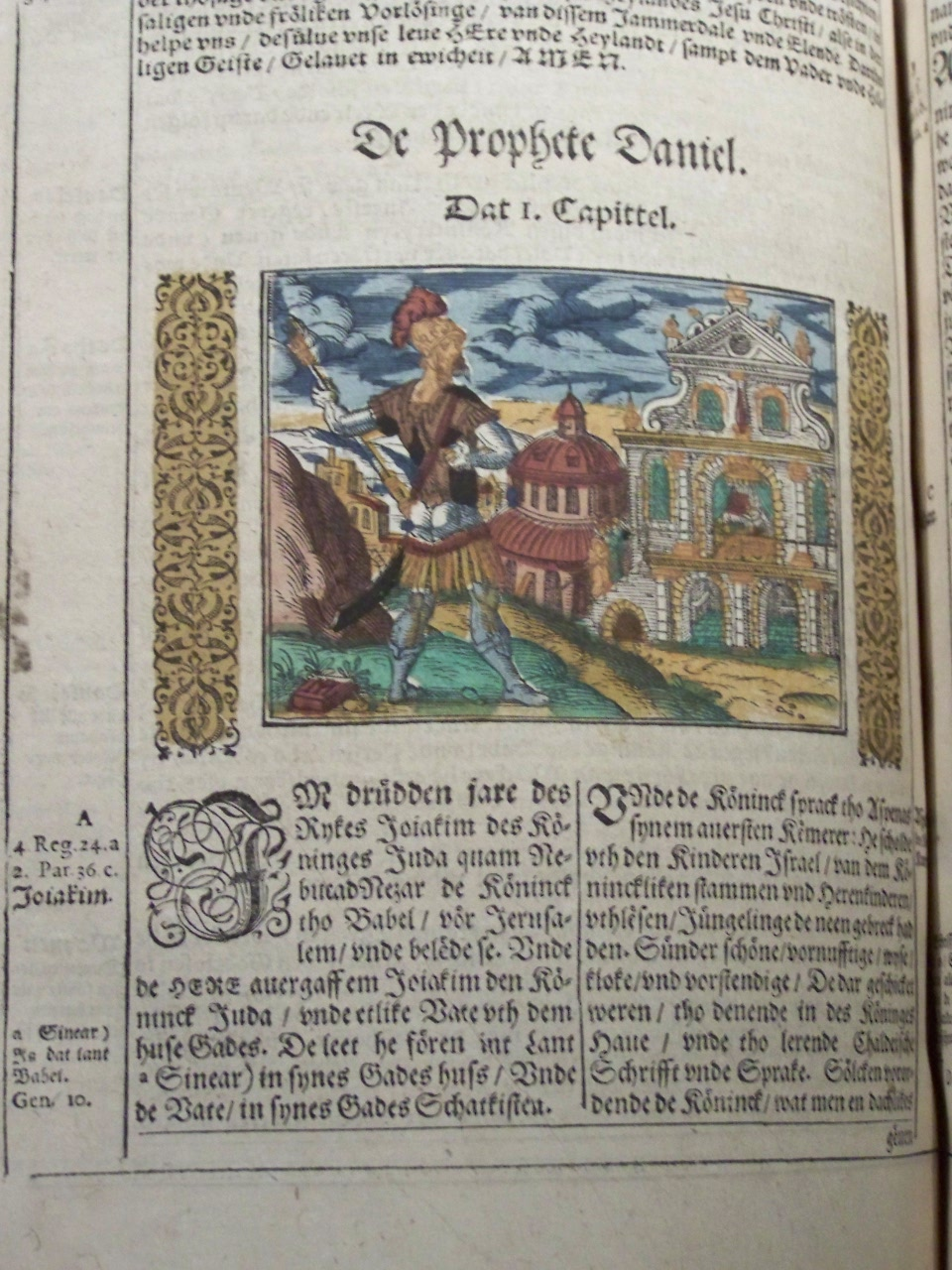
Detail der Barther Bibel

Als Barther Bibel wird eine im Jahre 1588 in Barth gedruckte Bibel bezeichnet, die in mittelniederdeutscher Sprache verfasst wurde. Die Druckerei war die von Herzog Bogislaw XIII. gegründete Fürstliche Druckerei Barth.

## Beschreibung
Der ausführliche Titel und die Druckbeschreibung lautet:
Biblia Dat is: De gantze hillige Schrifft/ Düdesch. D. Mart. Luth. Mit der lesten Correctur flytich collationeret/ vnde na dersüluigen emenderet. Barth. Jn der Förstliken Drückerye/ dörch Hans Witten. M.D.LXXXVIII.
Kolophon, Bl. Y 3b: „Gedrücket tho Barth/ in der Förstliken Drückerye/ Dörch Hans Witten. Anno. M.D.LXXXVIII. Jm Augusto.“
Barth: Fürstl. Druckerei, 1586–1588. 4°, 8, 359, 1, 237, 1, 172, 1, 32 Bl., 1 Falttafel – VD 16 B 2860, BC 2369, Oelrichs Nachricht Nr. 7, Bake Nr. 693
)( 1 Titelseite, )( 1b Wappen der pommerschen Herzöge, darunter 10-zeiliges Gedicht von Martin Marstaller; )( 2–3 „Vörrede an den Christliken Leser.“ von „Hans Witte Boeckdrücker darsüluest“, 10. Aug. 1588; )( 3 6-zeiliges Gedicht von M.J.K. [Magister Joachim Krentzow, Pastor in Barth]; )( 3b–8 Vorrede M. Luthers; )( 8b Verzeichnis „De Böke des olden Testamentes. 24.“
Teil 1: Bl. 1–359 Text Teil 1, das Alte Testament; [359b] Errata, „De Errata disses ersten deels corrigere also.“; 1 Bl. [Yy 8] leer
Teil 2: Bl. 1–237 Text Teil 2; [237b] leer; Bl. 100b–105b „Vörrede auer den Propheten Daniel“; 105b–112b „Dat XII. Cap. Danielis vthgelegt/ dörch D. Mart. Luth.“; Bl. 111b Zwischenüberschrift „Apocrypha. Dat sint Böker/ de der Hilligen Schrifft nicht gelyck geholden/ vnde doch nütte vnde gut tho lesen.“; Bl. 111b–112 „Vörrede vp das Boeck Judith. D. Mart. Luther.“; 1 Bl. [Gg 6] leer
Teil 3: Bl. 1–171 Text Teil 3; 1 Bl. [Yy 4] Errata, „De errata des andern deels der Biblia Corrigere“, „De errata des Drüdden deels corrigere“
31 Bl. (a 1–d 7, d 8 leer) „Register auer de gantze Bibel“; 1 Falttafel „Eine korte Tafel so thor erkleringe des Propheten Danielis VII. vnd XI. Capittel vnde der Böker der Maccabeer nödich vnd nütte is:“
Zwischentitelblätter: Teil 2. „De Propheten alle Düdesch. D. Mart. Luth. Barth. M.D.LXXXVI.“, Teil 3. „Dat nye Testament. Vordüdeschet dörch D. Mart. Luth. Vth der lesten Correctur mercklich vorbetert vnde mit grotem flyte corrigeret. Gedrücket tho Barth. 1588.“
Der Druck der Barther Bibel zeichnet sich durch eine sehr saubere und aufwendige Typographie aus. Es wurden fast 700 Schrift-Typen und zehn verschiedene Typensätze verwendet, dazu verschiedene Schmuckformen. 90 von Holzschnitten abgeformte Metallklischees geben diesem Buch einen besonderen Charakter. Ein großer Teil der originalen Holzstöcke befinden sich heute im Museum für das Fürstentum Lüneburg in Lüneburg.

## Entstehung und Verbreitung
Der in Barth residierende Herzog Bogislaw XIII. gab den neuen Druck der Bibel in einer Auflage von etwa 500 Stück in Auftrag. Als Vorlage diente die von Ludwig Dietz unter Verwendung von Holzschnitten Erhart Altdorfers gedruckte Bugenhagen-Bibel oder Lübecker Bibel von 1533, die mit Hilfe Johannes Bugenhagens ins Niederdeutsche übersetzt worden war und kurz vor der ersten hochdeutschen Ausgabe der Luther-Bibel erschien. Die Bibeln wurden in Pommern als Altarbibel genutzt. Mittelniederdeutsch war im Spätmittelalter die lingua franca der Hanse und damit im gesamten Wirtschaftsraum um die Ostsee.

## Erhaltene Exemplare
Weltweit sind heute noch etwa 70 Exemplare erhalten geblieben, davon ist eines im Besitz des Kulturhistorischen Museums in Stralsund, ein weiteres im Besitz des Barther Vineta-Museums, drei Exemplare in der Universitätsbibliothek Rostock, davon eines aus dem Besitz des Herzogs Bogislaw XIII. Das Stadtarchiv Stralsund verwahrt im Bestand der alten Stralsunder Ratsbibliothek fünf Exemplare. Das Niederdeutsche Bibelzentrum St. Jürgen in Barth pflegt das Andenken an die bedeutende Ausgabe der Bibel in Niederdeutsch.